# 溫科夫齊
溫科夫齊（Vinkovci）是位於克羅埃西亞東部，西斯拉沃尼亞的一個城市。溫科夫齊是武科瓦爾-斯里耶姆縣的最大城市。2006年，溫科夫齊有人口3萬3328人。根據2001年的人口普查，克羅埃西亞人占了該城人口的88.99%。溫科夫齊有著極為豐富的歷史與文化遺產。